# 但漢章
但漢章（1949年—1990年3月7日），原為影評人，後任臺灣電影導演，執導過的商業片有《暗夜》、《離魂》、《怨女》等作品。

## 生平

### 早年
但漢章的同姓族人，出自湖北蒲圻。他就讀台北市龍山國校時，在「三一儲蓄運動」學童演說比賽獲得第四名。初中時，得台灣省北部八縣市第五屆論文比賽初中組第一名。1964年，考取師大附中。
但漢章就讀於臺灣大學法律系期間，即是社團視聽社的活躍人物，經常為各報刊撰寫影評。據大學同窗林新欽回憶，法律系法學組的但漢章還找陳沖在他的實驗短片中擔綱男主角。
1960年代，因臺灣成為越戰美軍度假地之一，美式文化在臺北開始流行，例如西門町峨嵋街上的野人咖啡室，很快就躍為藝術人的新寵。但漢章常去野人咖啡室，與電影愛好者交流，便與段鍾沂、卓伯棠、楊年蓉、余為政、朱道凱、鄭臻等於1971年一同商量試辦電影雜誌《影響》。

### 留學美國
但漢章於1972年錄取留學考試，遠赴美國就讀加州大學洛杉磯分校電影系，會在台北美國新聞處的原臺灣教育會館講述電影史，並寫出暢銷書《電影新潮》。在影評上，但漢章文風偏向激烈，如但漢章在1974年7月《影響》第8期的評論，連帶影評人、學術界以至觀眾都不留情面。
但漢章曾邀請好友谷名倫等人拍出一部只有十二分鐘長的實驗短片《奪命佳人》、於1978年春至韓國幫胡金銓拍戲作《空山靈雨》副導演、大學畢業電影作品則是《色情男女》。
畢業後，但漢章在好萊塢擔任外籍記者。

### 回臺執導
1984年初，但漢章回臺灣不久，就去天下電影公司任職。當年2月18日，白先勇認為年輕的但漢章無法體會自己小說《玉卿嫂》那年代的感情，宣布不將電影《玉卿嫂》給但漢章執導。
次年10月28日，但漢章執導的由李昂同名小說改編的《暗夜》開鏡。此戲中，但漢章原計畫要拍成不同的版本，用其中一版來通過行政院新聞局的尺度檢查。但拍攝過程中，女主角蘇明明不滿但漢章要她半跪在男主角徐明面前作出性愛動作，鬧到要退出。不久，蘇明明與但漢章達成妥協，1986年1月8日殺青。最後，電影尺度被認為作了自我設限，相較之下小說還比較露骨。
但漢章第二部商業片則是1986年末開拍的鬼片《離魂》。該片被認為配角徐淑媛搶眼過女主角王小鳳。
1987年，中影公司本要張毅拍攝張愛玲小說改編的《怨女》，但因傳出張毅與楊惠姍緋聞，遂決定改由但漢章執導。戲劇上因主角夏文汐不肯畫老妝，加上但漢章堅持用蘇秋芸尖銳的聲音配夏文汐的口音，引起批評。後來但漢章求好心切，造成預算透支及工時延誤，推延至1987年11月20日才殺青。韓良露批此電影技巧「如一場晚間喧囂的連續劇」，只表現夏文汐嘴上說不停的抱怨，沒有表達出張愛玲的「發不出聲音的生命之怨」。1988年，《怨女》作為第41屆坎城影展入選非競賽性質的影展單元。

### 去世
1989年，中華電影製片協會理事長傅清華上任後，提出集合製片界之力合拍一部新片《奪愛》，以所得盈餘用來當製片人士急難救助基金的構想，便交由但漢章負責籌拍。可是，1990年2月末，但漢章因肝衰竭先送三軍總醫院後轉中心診所，再轉臺北榮民總醫院。3月7日晚，他病逝於榮總，得年41歲。4月4日，製片協會集會討論合併舉行但漢章和劉藝追思影展的活動。該年洛杉磯亞太電影節閉幕時，播放悼念但漢章的紀錄片。
1992年，國家電影資料館將但漢章作品資料集結成書《一個電影作家的誕生》，並於1月29日舉行紀念展。

## 著作
- 但漢章. . 幼獅月刊社. 1972.
- 但漢章. . 時報文化出版公司. 1975.
- 但漢章. . 時報文化出版公司. 1981.